# Rosala
Rosala (ro:sala) är en by i före detta Hitis och Dragsfjärds kommuner i Egentliga Finland. Huvudön kallas Rosalalandet eller bara Rosala.
Rosala är en ö i Skärgårdshavet med 170 personer bosatta året runt (sommartid betydligt fler). Rosala hör till kommunen Kimitoön. Kyrksundsbron över Kyrksundet kombinerar grannön Hitislandet med Rosala. Det går regelbundet förbindelsebåtar mellan Långnäs på Rosala och Kasnäs med fast vägförbindelse till fastlandet. På ön finns ett vikingacenter och det ordnas turistresor vidare till Bengtskär.
Till Rosala kommer man med förbindelsebåten Aurora, då går från Kasnäs till Långnäs på Rosala. Resan tar ca 25 minuter och från Långnäs är det ungefär 5 km till Rosala by.

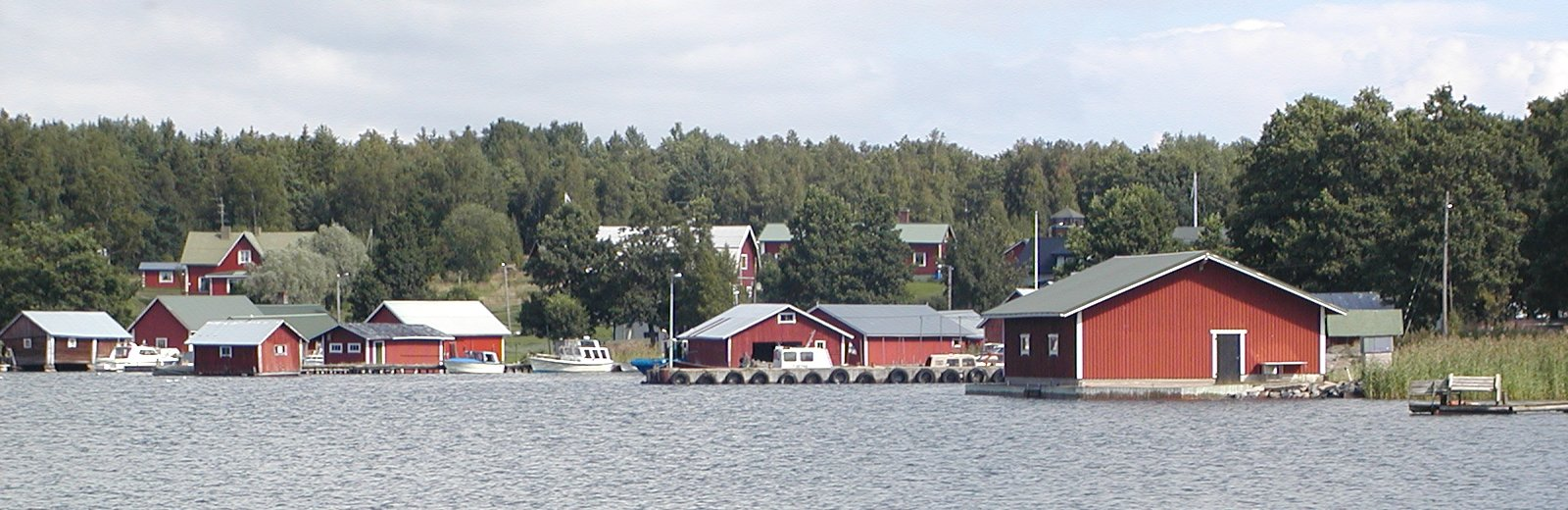
Rosalas södra besökshamn.